# Thomas Lennon
Thomas Lennon, född 9 augusti 1970 i Chicago, är en amerikansk skådespelare.
Lennon har bland annat medverkat i TV-serien Reno 911! (2003-2022). Han har även medverkat i filmerna Liftarens guide till galaxen från 2005 och Zoey 102 från 2023.

## Filmografi (i urval)
- 2003–2022 – Reno 911! (TV-serie)
- 2003 – A Guy Thing
- 2005 – Herbie: Fulltankad
- 2006 – Natt på museet
- 2007 – Balls of Fury
- 2009 – Natt på museet 2
- 2011 – What's Your Number?
- 2011 – Bad Teacher
- 2011 – Kickoffen
- 2012 – What to Expect
- 2015–2017 – The Odd Couple (TV-serie)
- 2023 – Zoey 102
- 2024 – Unfrosted: The Pop-Tart Story